# 福敦斯 (密歇根州)
福敦斯（英語：Four Towns）是位於美國密歇根州奧克蘭縣沃特福德鎮區的一個非建制地區。

## 地理
福敦斯所處的海拔為高於海平面290米（即951英呎），而該地所採用的時區為UTC-5，即北美东部時區（EST）。同時該地設有夏令時間，為UTC-5調快一小時，即UTC-4（EDT）。